# Luis Iturri
Luis María Iturri Sojo (Sevilla, 1943/1944 - Bilbao, 4 de mayo de 1998) fue un actor y director teatral español, ganador del Premio Nacional de Teatro, fundador del grupo teatral Akelarre -al frente del cual dirigió más de 25 montajes- y director desde 1987 hasta su muerte del Teatro Arriaga de Bilbao.
El 24 de septiembre de 1998, el Ayuntamiento de Bilbao homenajeó póstumamente al director, previamente a la primera representación de Don Carlo, el penúltimo montaje operístico en el que participara Iturri, en el Arriaga.